# Dean Wareham (album)
Dean Wareham je první sólové studiové album hudebníka Deana Warehama, vydané v březnu roku 2014. Je jeho druhým sólovým počinem po EP Emancipated Hearts z předešlého roku. Producentem alba byl Jim James, zpěvák a kytarista skupiny My Morning Jacket, a autorkou obalu je Sharon Lock. Album vydala vydavatelství Double Feature (USA) a Sonic Cathedral (Evropa).

## Seznam skladeb
| Pořadí | Název                               | Délka |
| ------ | ----------------------------------- | ----- |
| 1.     | The Dancer Disappears               | 3:29  |
| 2.     | Beat the Devil                      | 4:12  |
| 3.     | Heartless People                    | 4:55  |
| 4.     | My Eyes Are Blue                    | 3:22  |
| 5.     | Love Is Not a Roof Against the Rain | 2:56  |
| 6.     | Holding Pattern                     | 4:06  |
| 7.     | I Can Only Give My All              | 3:11  |
| 8.     | Babes in the Wood                   | 6:20  |
| 9.     | Happy & Free                        | 6:10  |

## Obsazení
- Dean Wareham – zpěv, akustická a elektrická kytara
- Britta Phillips – baskytara, klavír, doprovodné vokály
- Anthony LaMarca – baskytara, klavír, klávesy, perkuse, pedálová steel kytara
- Jim James – klávesy, elektrická kytara, doprovodné vokály